# Тиендинага
Тиендинага (англ. Tyendinaga Mohawk Territory) — индейская резервация ирокезоязычного племени мохоки, расположенная на юге провинции Онтарио, Канада. Резервация находится недалеко от места бывшей деревни мохоков Ганнеиус:10.

## История
Родиной племени мохоков является долина реки Мохок, которая находится на территории современного американского штата Нью-Йорк. На протяжении большей части XVIII века земля, которая позже стала резервацией Тиендинага, была заселена миссиссогами.
Мохоки, проживающие на территории провинции Нью-Йорк, были военными союзниками Британской империи во время Американской революции, а также во многих предыдущих войн между Англией и Францией. Когда война закончилась подписанием Парижского договора 1783 года, Британия отдала земли мохоков правительству вновь созданного государства. В качестве компенсации за потерю земли в Нью-Йорке и в знак признания их верной военной преданности британской короне ирокезы должны были выбрать любую из незаселённых территорий в Верхней Канаде. Мохоки, возглавляемые Джоном Десеронто (Десеронтионом), выбрали земли на северном берегу озера Онтарио в районе залива Куинте для поселения. Большинство других ирокезов поселились вдоль реки Гранд-Ривер. 22 мая 1784 года около 20 семей мохоков, насчитывающих в общей сложности от 100 до 125 человек, прибыли в район залива Куинте из Лашина, Нижняя Канада. Высадка этих первых семей ежегодно отмечается с реконструкцией и благодарением за их безопасное прибытие.
На протяжении 1780-х годов поселение росло и развивалось, в 1791 году были достроены школа и церковь. Хотя Британия обещала земли мохокам, индейцы обнаружили, что часть земель были заняты семьями лоялистов. После неоднократных просьб, в том числе петиции сэра Джона Джонсона к королю Георгу III в 1785 году, мохокам, поселившимся в заливе Куинте, лейтенант-губернатор Верхней Канады Джон Грейвс Симко 1 апреля 1793 года предоставил участок земли площадью 375,14 км² (92 700 акров).
Вскоре после того, как мохоки официально получили землю, многие лоялисты Объединённой империи (англ. United Empire Loyalist) продолжали поселяться в районе залива Куинте. В течение 23 лет, с 1820 по 1843 год, две трети резервации было потеряно, поскольку правительство приняло меры для размещения в ней семей белых поселенцев.

## География
Резервация располагается на юге Онтарио у залива Куинте, примерно в 7 км к северо-востоку от города Белвилл и в 35 км к юго-западу от города Кингстон, в графстве Хейстингс. Общая площадь резервации составляет 72,02 км².

## Демография
В 2016 году в Тиендинаге проживало 2 595 человек, население по возрастному диапазону распределилось следующим образом: 24,2 % — жители младше 18 лет, 60,2 % от 18 до 64 лет и 15,6 % — в возрасте 65 лет и старше. 97 % населения резервации считало английский язык родным и использовало его дома, 0,8 % — могаукский язык и 2,2 % говорили на других языках или использовали несколько.
В 2021 году на территории резервации проживало 2 535 человек, плотность населения составляла 35,2 чел./км².